# Oevergraafkevers
Oevergraafkevers (Heteroceridae) zijn een familie van insecten die behoort tot de orde der kevers (Coleoptera).